# Alloniscus saipanensis
Alloniscus saipanensis är en kräftdjursart som beskrevs av Nunomura 200. Alloniscus saipanensis ingår i släktet Alloniscus och familjen Alloniscidae. Inga underarter finns listade i Catalogue of Life.